# KF KEK-u Obilić
KF KEK-u Obilić (alb. Klubi Futbollistik KEK Kastriot, serb. cyr. Фудбалски клуб КЕК Обилић) – kosowski klub piłkarski, mający siedzibę w mieście Obilić, w środku kraju.

## Historia
Chronologia nazw:
- 1928: KF Obilić
- 19??: KF RMHK Kosovo Obilić
- 19??: KF Elektroprivreda Obilić
- 19??: KF KEK-u Obilić

Klub piłkarski KF Obilić został założony miejscowości Obilić w roku 1928. Zespół występował w niższych ligach mistrzostw Jugosławii. Nazywał się też KF RMHK Kosovo Obilić, KF Elektroprivreda Obilić i KF KEK-u Obilić. W sezonie 2002/03 zajął pierwsze miejsce w grupie A drugiej ligi i awansował do Pierwszej Ligi Kosowa, która potem zmieniła nazwę na Superligę. W sezonie 2007/08 zajął ostatnie miejsce i spadł do pierwszej ligi. W następnym sezonie zajął drugie miejsce i wrócił do Superligi. W sezonie 2011/12 zajął przedostatnie miejsce i znów spadł do pierwszej ligi.

## Sukcesy

### Trofea międzynarodowe
Nie uczestniczył w rozgrywkach europejskich (stan na 31-05-2016).

### Trofea krajowe
| \| \| Zdobyte trofea w rozgrywkach Kosowa (stan na: 31-05-2016) \| |                                                           |      |          |
| Rozgrywki                                                          | Osiągnięcie                                               | Razy | Sezon(y) |
| Mistrzostwo                                                        | I miejsce                                                 | 0    |          |
| Mistrzostwo                                                        | II miejsce                                                | 0    |          |
| Mistrzostwo                                                        | III miejsce                                               | 1    | 2009/10  |
| Puchar                                                             | zdobywca                                                  | 1    | 2002/03  |
| Puchar                                                             | finalista                                                 | 1    | 2004/05  |
| Superpuchar                                                        | zdobywca                                                  | 1    | 2003     |
| Superpuchar                                                        | finalista                                                 | 0    |          |
| II liga                                                            | I miejsce                                                 | 0    |          |
| II liga                                                            | II miejsce                                                | 1    | 2008/09  |
| II liga                                                            | III miejsce                                               | 0    |          |
| Kosowo                                                             | Zdobyte trofea w rozgrywkach Kosowa (stan na: 31-05-2016) |      |          |

## Stadion
Klub rozgrywa swoje mecze domowe na stadionie Agron Rama w Obilić, który może pomieścić 10000 widzów.